# 6-cloro-1-hexino
El 6-cloro-1-hexino, llamado también 6-clorohex-1-ino,  5-hexinocloruro y cloruro de 5-hexinilo, es un compuesto orgánico de fórmula molecular C6H9Cl. Es un cloroalquino lineal de seis carbonos con un átomo de cloro unido a uno de los carbonos terminales y un triple enlace en el extremo opuesto de la cadena carbonada.

## Propiedades físicas y químicas
A temperatura ambiente, el 6-cloro-1-hexino es un líquido amarillo con una densidad inferior a la del agua, ρ = 0,962 g/cm³. Tiene su punto de ebullición a 153 °C y su punto de fusión a -34 °C, siendo este último valor estimado.
El valor del logaritmo de su coeficiente de reparto, logP ≃ 2,35, indica que es más soluble en disolventes apolares que en disolventes polares.
En agua, su solubilidad es de 445 mg/L aproximadamente.
En cuanto a su reactividad, es incompatible con agentes oxidantes fuertes.

## Síntesis
El 6-cloro-1-hexino puede ser sintetizado a partir de 5-hexin-1-ol con un rendimiento del 80%.
Otra vía de síntesis es por reacción entre 1-iodo-4-clorobutano y acetiluro de sodio.

## Usos
El 6-cloro-1-hexino se ha empleado en alquilación de aminas secundarias —como por ejemplo dimetilamina— para formar la correspondiente amina terciaria. La reacción se lleva a cabo en benceno a 80 °C durante 13 horas, consiguiéndose un rendimiento del 60%.
Se ha estudiado la hidroboración de 6-cloro-1-hexino con dialquilboranos y la transmetalación in situ con dietilzinc; si después sigue una adición a un aldehído, se obtiene el correspondiente alcohol alílico, siendo esta reacción enantioselectiva.
De forma similar, la adición de diversos bromoalcanos al 6-cloro-1-hexino permite preparar alquinos de cadena más larga; en este caso se utiliza como catalizador una mezcla de bis(η3-alil)diclorodipaladio (II) y ioduro de cobre (I).
Este cloroalquino interviene en la síntesis de derivados de indol empleados como agentes antibacterianos contra Staphylococcus aureus.
También en la elaboración de acetatos conjugados de Z-alquen-in-ilo, como por ejemplo el acetato de Z-13-hexadecen-11-in-ilo, componente de la feromona sexual de la polilla de la procesionaria del pino.

## Precauciones
El 6-cloro-1-hexino es un compuesto inflamable cuyo punto de inflamabilidad es 37 °C. Al arder desprende productos tóxicos como monóxido de carbono y ácido clorhídrico. Sus vapores pueden formar mezclas explosivas con el aire. Por otra parte, el contacto con esta sustancia provoca irritación en piel y ojos.